# Bartłomiej Kurowski
Bartłomiej Kurowski (4 marzo 1974) è uno schermidore polacco.

## Biografia
Nei campionati europei di scherma ha conquistato una medaglia di bronzo a Danzica nel 1997 ed a Bolzano nel 1999, nella gara di spada individuale.

## Palmarès
In carriera ha conseguito i seguenti risultati:
- Europei di scherma

Danzica 1997: bronzo nella spada individuale.
Bolzano 1999: bronzo nella spada individuale.